# 北門鹽場

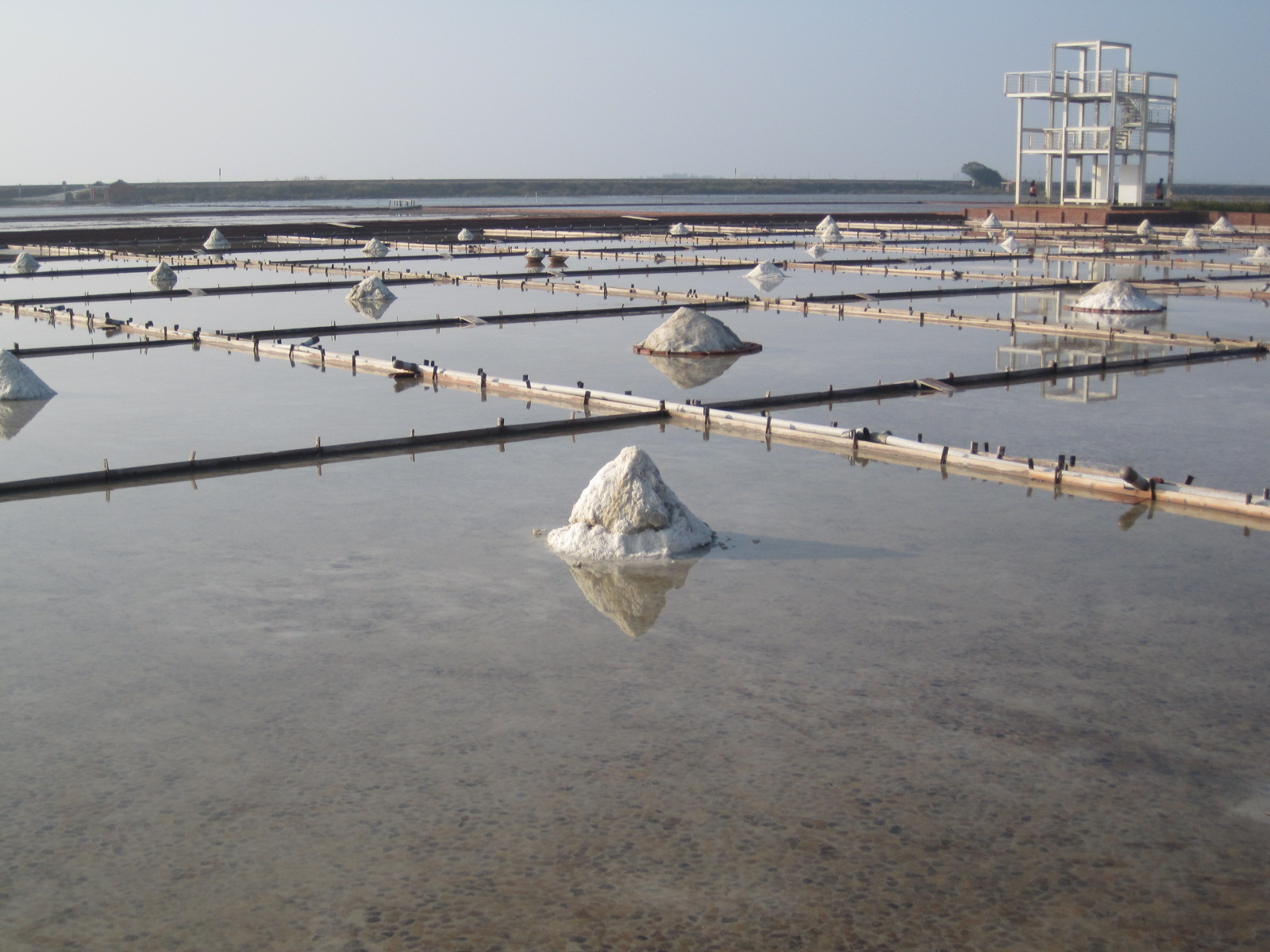
井仔腳瓦盤鹽田（瀨東場）

北門鹽場，為臺灣製鹽總廠在臺灣所設的六大鹽場之一，位於臺南市北門區的急水溪口以南，三寮灣溪以北、布袋鎮與義竹鄉，境內設有洲北與蚵寮兩個場務所，其中包括了歷史可追溯至清朝的井仔腳鹽田（第三代瀨東場）與洲北鹽田（第三代洲北場），以及在日治時期開闢的中洲鹽田、王爺港鹽田與蚵寮鹽田。
民國89年（2000年），北門鹽場縮編為「七股鹽場北門分場」。民國90年（2001年）北門結束人工曬鹽；但兩年後（2003年）的12月2日，臺南縣政府為發展觀光，以行政院勞工委員會多元就業方案雇工在井仔腳鹽田復曬。

## 沿革

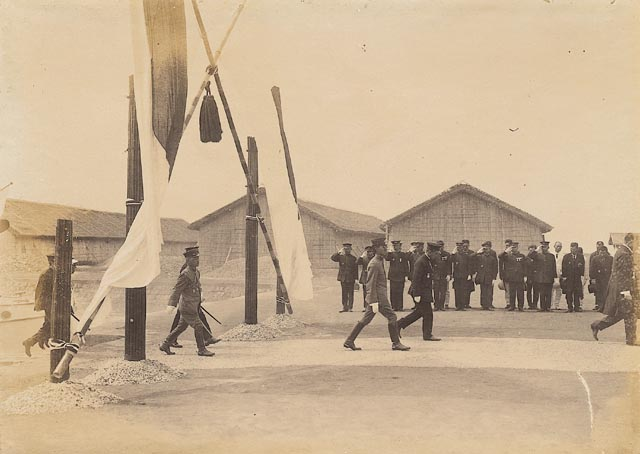
1923年日本皇太子裕仁視察北門鹽田

### 清代
北門地區在清朝設有兩處鹽場（瀨東、洲北），且一直自清朝統治中期（嘉慶、道光年間）產曬到民國89年（2000年），因此當地鹽工有豐富的曬鹽技術，故常被其他新闢的鹽田聘僱去工作，成為許多鹽村居民的「原鄉」。

#### 井仔腳鹽田（瀨東）
該處鹽田位在北門區永華里，為清代來自佳里區龍安里外渡頭（第二代瀨東場）的李、王、張三姓共140位鹽民於嘉慶23年（1818年）所開闢的第三代瀨東場，由業主們自行產曬。日治時期後，在大正8年（1919年）12月被臺灣製鹽株式會社收購，戰後則成為臺灣製鹽總廠的北門鹽場，產曬到民國89年（2000年）為止，共182年，為臺灣現存歷史最悠久的鹽田。近年該鹽田因臺南縣政府發展觀光，又重新雇工復曬。

#### 洲北鹽田（洲北）
位在北門區北門里一帶，為清道光28年（1848年）鹽民謝做、黃狗勇、王媽公等人所開闢的第三代洲北場，當地人又稱為「舊埕鹽田」（北門里前身北門村的舊名是舊埕村）。該鹽田於大正8年（1919年）為臺灣製鹽株式會社併購，戰後該鹽田則被北門鹽場接收繼續產鹽到民國89年（2000年）。

### 日治時期
日治時期在此處先後闢建了「中洲」、「蚵寮」與「王爺港」三處鹽田，但後來五處鹽田最後均被臺灣製鹽株式會社強制併購，只有中洲鹽田有部分土地持有人為保有祖產而拒絕簽約賣地並逃亡，戰後在宗族協助之下，成為少數取回土地的鹽民。

#### 中洲鹽田
位在洲北鹽田南邊，臺南市15號道路東邊，由臺南市學甲區陳姓家族於明治34年（1901年）開闢，初期是業主自行產曬，後來昭和16年（1941年）被臺灣製鹽株式會社強制收購，戰後被北門鹽場接收繼續產鹽到民國89年（2000年）。

#### 蚵寮鹽田
位於北門區永隆溝以北，永隆里至蚵寮的鄉道西側，頭港大排以南網寮里東南邊，因日治時期最早是「日本武德會株式會社」所開闢，又名為「武德會鹽田」。該鹽田在明治四十三年（1910年）3月動工，大正元年（1912年）7月完工，後來到了大正六年（1918年）8月轉售給板橋林家的林熊徵，隔年（1919年）12月又由臺灣製鹽株式會社收購，戰後該鹽田則被北門鹽場接收繼續產鹽到民國89年（2000年）。
王爺港鹽田
該處鹽田位於北門區蚵寮聚落北邊，因附近的沙汕「王爺港汕」而得名。日治時期由北門郡民蔡天祐等81人於大正八年（1919年）3月申請開墾，三年後（1922年3月）完工，部分由業主自行生產，另一部分則租給佃戶產鹽，直到昭和16年（1941年）被臺灣製鹽株式會社強制收購為止，戰後該鹽田則被北門鹽場接收繼續產鹽到民國89年（2000年）。廢曬後此地形成濕地景觀，冬天會有候鳥前來。

### 戰後
戰後五處鹽田成為北門鹽場，由洲北場務所與蚵寮場務所管理。民國四十年代（1950年代）起開始對屬於分副式瓦盤的井仔腳鹽田進行改造以提生產量，到了民國58年（1969年）井仔腳鹽田已全部改成集中式瓦盤鹽田，並實施雇曬制。後來因臺鹽逐漸失去競爭力，北門鹽場在民國89年（2000年）北門鹽場縮編成「七股鹽場北門分場」，民國90年（2001年）結束了北門的人工曬鹽，走入歷史。不過近年來為發展觀光，井仔腳鹽田因而復曬。

## 北門鹽田列表
| 鹽田名     | 建設年代 | 面積   | 鹽田結構                    |
| ---------- | -------- | ------ | --------------------------- |
| 井仔腳鹽田 | 1818年   | 80餘甲 | 分副式曬鹵瓦盤 後改為集中式 |
| 洲北鹽田   | 1848年   | 119甲  | 分副式曬鹵瓦盤              |
| 中洲鹽田   | 1901年   | 35甲   | 分副式曬鹵瓦盤              |
| 蚵寮鹽田   | 1910年   | 88甲   | 分副式曬鹵瓦盤              |
| 王爺港鹽田 | 1919年   | 87甲   | 分副式曬鹵瓦盤              |

## 文化資產

### 北門井仔腳瓦盤鹽田
北門井仔腳瓦盤鹽田，為台灣歷史最久的鹽田，2009年8月24日公告為歷史建築。

### 北門鹽場建物群及周邊古鹽田
北門鹽場建物群及周邊古鹽田包含北門洗滌鹽工廠及轉運站、專賣局北門出張所和部分北門洲北鹽田，在2009年8月23日被公告為歷史建築。

#### 專賣局北門出張所
北門出張所為日治時期專賣局下的單位，負責鹽產銷稅收工作，其最初為台灣總督府於1900年4月設置的「北門嶼鹽務局」，並借用永隆宮的部分空間辦公。1901年6月，改制為「專賣局北門嶼支局」。1906年5月，北門嶼支局廳舍完工。1922年11月，改為「台南專賣支局北門出張所」。1923年1月，北門出張所廳舍及官舍群失火，於是在之後重建，於同年10月完工，目前保存的北門出張所廳舍即為此時完工之建築。1924年12月，獨立為「專賣局北門出張所」，設有王爺港、七股、七股東分室，及井子腳、蚵寮倉庫。北門出張所負責北門郡、曾文郡地區的食鹽販售、取締業務。
二戰後，北門出張所更名為「財政部鹽務總局北門鹽場公署」，於1952年改組成立「財政部臺灣製鹽總廠北門鹽場」，之後再屢經改組，在臺鹽民營化前，為經濟部臺鹽實業公司七股鹽場北門分場。

## 其他
戰後六大鹽場之中，只有鹿港鹽場與北門鹽場專供內銷，當時北門鹽場產出的鹽，會送到北門洗滌鹽廠製成精鹽。不過在日治時期，北門地區的鹽曾經由永隆溝用帆船、輪船外銷到日本北海道。

## 外部連結
前進鹽村